# Kniebroek

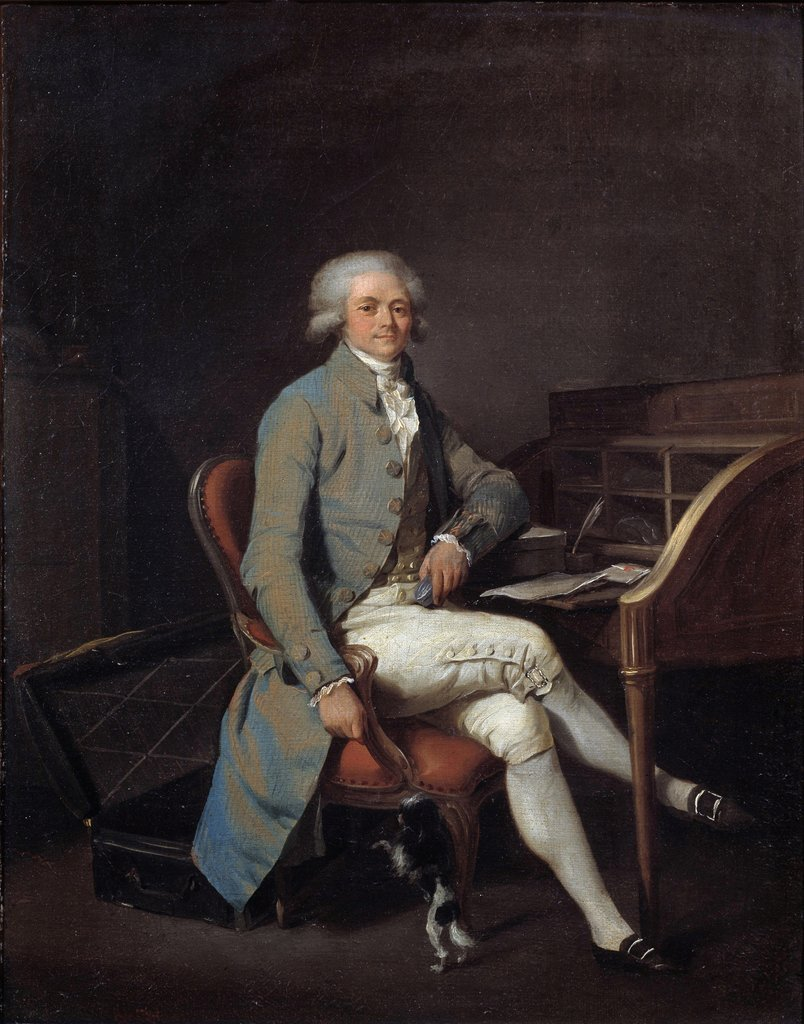
Robespierre met culotte en kousenbanden

Een kniebroek is een overbroek tot vlak onder de knieën. Soms is de pijp voorzien van een rijgsnoer.
Het kledingstuk wordt gedragen in onder meer de paardensport, en in de romantische scene van de gothic.

## Geschiedenis
In het verleden droegen heren kniebroeken of culottes en de daaronder gedragen kousen werden met een band met gesp vastgezet. Men ging in de loop der eeuwen deze kousenband versieren met strikken, kokkardes en franje en van een fraaie gesp, soms versierd met strass of van edelstenen voorzien. Waar werklieden praktische lange broeken droegen, droegen edellieden en patriciërs, ook bij uniformen, tot in het laatste kwart van de 18e eeuw kousen, kousenbanden en kniebroeken. Lange broeken of "pantelons" mochten aan het Franse hof beslist niet worden gedragen. Daarbij maakte men ook voor officieren en militairen geen uitzondering. De achterliggende reden voor dit hofprotocol was de bescherming van de zijde-industrie van Lyon die de kousen fabriceerde.
De Franse Revolutie van 1789 bracht een ommekeer in de herenkleding. De aanhangers van de revolutie trokken lange broeken of "pantelons" aan terwijl de adel en de conservatieven het bij de oude culotte hielden. Zo ontstond de bijnaam "sansculotte" voor revolutionair. De meest radicale revolutionaire leider, Maximilien de Robespierre maakte een uitzondering op deze regel. Hij droeg tot zijn dood kousen, kousenbanden en kniebroek.
In het Verenigd Koninkrijk is een kostbaar uitgevoerde kousenband met het opschrift "Hony Soit Qui Mal Y Pense" het onderscheidingsteken van een hoge ridderorde, de Orde van de Kousenband. Dit ereteken wordt ook nog gedragen want de heren dragen aan het Britse hof nog steeds ouderwetse kniebroeken met kousenbanden.